# Inga av Svartsjölandet
Inga av Svartsjölandet levde på 1000-talet och är känd genom de många inskrifter av juridisk karaktär hon lät rista in på runstenar och en berghäll runt sitt hem på Svartsjölandet i Uppland.
Inga var dotter till en storbonde på Svartsjölandet som levde på 1000-talet och gifte sig med Ragnfast från Snåttsta i Vallentuna. Äktenskapet fick ett sorgligt slut. När Inga hade fött sin första son dog Ragnfast och snart därefter även sonen. 
Inga kom då att ärva gården efter sin son, som fått den efter sin far. Inga gifte därefter om sig med Erik, som kom från hennes egna hemtrakter och bosatte sig på Svartsjölandet med honom. Mycket tyder på att hennes fortsatta ägande av Snåttsta ifrågasattes av Ragnfasts släktingar i Vallentuna. Men Inga lät skapa bestående juridiska dokument. På runstenar runt om Snåttstas ägor och med runor på en berghall vid själva gårdsplanen klargjorde hon sin lagliga äganderätt "Hon kom till arv efter sitt barn". Att Inga även ärvde Erik, när han dog efter ett barnlöst äktenskap, kan man läsa på andra runstenar. Och som kronan på verket bevisar en utförlig runskrift på en stenhäll, U 29, att när Inga dog, ärvdes allt hon fått efter sina båda makar av hennes gamla mor Gerlög.